# Zvonek širokolistý

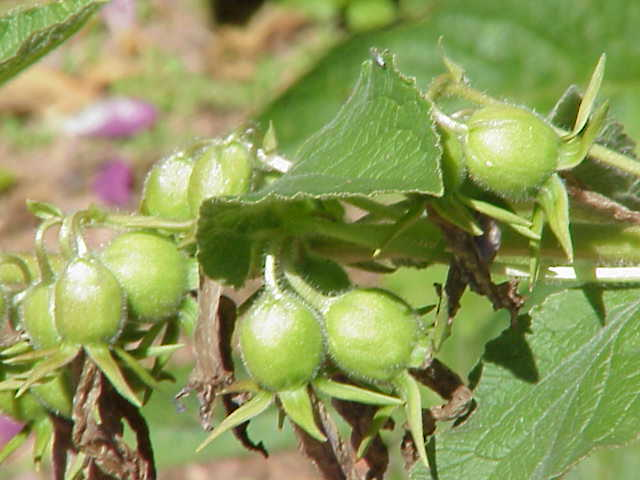
Plody

Zvonek širokolistý (Campanula latifolia) je vytrvalá rostlina, bylina, která je řazena do čeledi zvonkovité. Kvete od června do září. Květ u této rostliny je považován za dekorativní a jako okrasná rostlina je druh široce pěstován. Dorůstá výšky 1,2 m.

## Rozšíření
Tento druh je rozšířen ostrůvkovitě v Evropě a Asii od Anglie a Pyrenejí na východ po střední Rusko a Kavkaz. Je udáván také z Himálají. V ČR je původní jen v Krušnohoří, sudetských pohořích (Krkonoše, Jizerské hory, Orlické hory aj.) a v karpatské oblasti. Ostatní výskyty jsou považovány za nepůvodní.

## Ekologie
Zvonek širokolistý roste v rámci původního výskytu v České republice v horských lesích a nivách, lesních lemech a na zarostlých sutích v nadmořských výškách do 1100 metrů. Nejvíce lokalit je ve středních polohách (mezofytikum). Vyhledává vlhké, humózní, zásadité až neutrální půdy. Druhotně se vyskytuje i ve světlých lesích, v mokřadech a na březích vodních toků a nádrží, remízcích, okrajích lesa nebo křovin. Květy jsou opylovány hmyzem.

## Použití
Pro své výrazné květy se rostlina vysazuje do ozdobných skalek a záhonů s dalšími trvalkami nebo na větších plochách ve směsi dalších trvalek.

### Pěstování
Snadno se pěstuje v běžné živné půdě s dostatečnou vlhkostí. Snáší přísušky. Vhodné je stanoviště na slunci nebo v polostínu.

## Množení
Druh lze rozmnožovat semenem, řízky, v malém množství je také možné množení dělením trsů v předjaří.